# Nsimbala zunga
Nsimbala zunga är en insektsart som beskrevs av Irena Dworakowska 1974. Nsimbala zunga ingår i släktet Nsimbala och familjen dvärgstritar. Inga underarter finns listade i Catalogue of Life.